# 大河原正人
大河原 正人（おおかわら まさと、1983年8月26日 - ）は神奈川県出身の社会人野球指導者・元選手（外野手）。

## 経歴
12歳から野球を始める。
横浜高校時代の2000年夏の甲子園大会に出場し、ベスト8まで進出した。翌年夏も出場し、ベスト4の成績を収める。
高校卒業後は東都大学野球の亜細亜大学に進学した。2002年の全日本大学野球選手権で優勝し、明治神宮野球大会でも優勝した。翌年の全日本大学野球選手権では準優勝に終わった。
大学卒業後は社会人野球の東芝に入社し、長らく選手としてプレーした。都市対抗野球大会には11年連続で出場した 。2013年には東アジア大会日本代表に選出された。
その後、現役を引退し、採用担当とアナライザーの役職を兼ねた。2024年シーズンより同野球部の監督を務める。